# Oliver (priimek)
Oliver je priimek več oseb:
- Jackie Oliver, britanski dirkač formule 1
- James Alexander Oliver, britanski general
- Jamie Oliver, britanski kuharski mojster in televizijski voditelj
- William Pasfield Oliver, britanski general